# Grupo de Forcados Amadores de Alter do Chão
O Grupo de Forcados Amadores do Alter do Chão é um grupo de forcados da vila de Alter do Chão, no Alto Alentejo. O Grupo foi fundado a 20 de Junho de 1999.

## História
O Cabo fundador foi Luís Saramago, cavaleiro tauromáquico de alternativa. Oriundo de uma família ligada à tauromaquia e à forcadagem, Luís Saramago foi forcado do Grupo de Montemor, onde se destacou como rabejador. 
A estreia do Grupo decorreu na Praça de Toiros de Nisa, a 20 de Junho de 1999, numa corrida apadrinhada pelos Amadores das Caldas da Rainha.
A morte precoce do Cabo fundador abreviou o seu mandato, tendo sido escolhido para seu sucessor o experiente forcado João Paulo Faria. Passados 3 anos o Grupo mudou novamente de Cabo, sendo escolhido um jovem forcado, João José Saramago, ao tempo o mais jovem Cabo de forcados em Portugal. 
Numa corrida realizada na Praça de Toiros de Alter do Chão a 25 de Agosto de 2012 o anterior Cabo João José Saramago retirou-se das arenas e foi sucedido pelo actual Cabo Elias Santos. Em 2019 esteve prevista a sucessão do actual Cabo no comando do grupo mas o Grupo acabou por decidir manter a liderança.

## Cabos
1. Luís Saramago (1999–2002), cavaleiro tauromáquico
2. João Paulo Faria (2002–2005)
3. João José Saramago (2005–2012)
4. Elias Santos (2012–presente)